# Wilhelm Friedrich Hermann Reinwald
Wilhelm Friedrich Hermann Reinwald (né le 11 août 1737 à Wasungen et décédé le 6 août 1815 à Meiningen ; également appelé Wilhelm Reinwald) est un bibliothécaire, poète et linguiste allemand. Il était un ami proche de Friedrich Schiller dont il épousa la sœur (Christophine Reinwald (de)).

## Œuvres littéraires
- Poetische Briefe und kleine Gedichte. F.E. Hartmann, Meiningen 1769.
- Poetische Launen, Erzählungen, Briefe und Miscellaneen. Auf Kosten der Verlagskasse für  Gelehrte und Künstler und zu finden in der Buchhandlung der Gelehrten, Dessau 1782 (Digitalisat der Staatsbibliothek zu Berlin – PK).
- Lottens Briefe an eine Freundin während ihrer Bekanntschaft mit Werthern. Aus dem Englischen übersetzt. Zwey Theile. Friedrich Nicolai, Berlin und Stettin 1788 (Digitalisat der BSB).
- 15 Lieder im Neuen Sachsen-Koburg-Meiningischen Gesangbuch, Meiningen 1790.

## Publications (linguistique)
- Hennebergisches Idiotikon. Oder Sammlung der in der gefürsteten Grafschaft Henneberg gebräuchlichen Idiotismen, mit etymologischen Anmerkungen und Vergleichung anderer alten und neuen germanischen Dialekte. Nicolai, Berlin und Stettin 1793.